# Milda Lauberte
Milda Lauberte est une joueuse d'échecs lettonne née le 7 octobre 1918 dans le Gouvernement de Livonie dans l'Empire russe et morte le 19 octobre 2009 à Riga.

## Biographie et carrière
Lauberte finit à la troisième place du championnat du monde d'échecs féminin de 1937 (ex æquo avec Sonja Graf) et à la sixième place du championnat du monde féminin de 1939.
Elle fut treize fois championne de Lettonie de 1937 à 1960, dont dix fois consécutivement de 1948 à 1957.